# Христианство в Монголии
Христианство в Монголии — одна из религий, представленных в стране.
По данным исследовательского центра Pew Research Center в 2010 году в Монголии проживало 60 тыс. христиан, которые составляли 2,3 % населения этой страны. Энциклопедия «Религии мира» Дж. Г. Мелтона оценивает долю христиан в 2010 году в 1,7 % (47,1 тыс. верующих).
Крупнейшим направлением христианства в стране является протестантизм.

## Маргинальное христианство
Во время правления кагана Мункэ (1251—1259) наиболее влиятельной религией было несторианство.